# Хайнрих I фон Швайнфурт
Хайнрих I фон Швайнфурт (на немски: Heinrich I von Schweinfurt; * ок. 992; † сл. 1043) от род Швайнфурти е граф на Швайнфурт, от 1021 до 1043 г. граф в територията на Пегниц и долен Алтмюл и 1043 г. граф в горен Нааб. Той е родоначалник на графовете на Лехсгемюнд, Хорбург и Грайзбах.
Той е син на маркграф Хайнрих фон Швайнфурт († 1017) и съпругата му Герберга фон Глайберг († сл. 1036), дъщеря на пфалцграф и граф Хериберт фон Ветерау († 992) и съпругата му графиня Ерментруда фон Ауелгау († ок. 1020).
Брат е на Бурхард I († 1059), епископ на Халберщат, и на Ото III († 1057), от 1048 г. херцог на Швабия. Сестра му Айлика († 1055/1056) е омъжена ок. 1020 г. за херцог Бернхард II от Саксония († 1059). Сестра му Юдит († 1058) е омъжена сл. 1021 г. за херцог Бретислав I от Бохемия († 1055) и 1055 г. за Петер Орсеоло крал на Унгария († 1059).

## Фамилия
Хайнрих се жени за фон Зулафелд, дъщеря на граф Куно фон Зулафелд и долен Алтмюл († ок. 1000). Те имат децата:
- Ото I фон Шайерн († 1072), граф на Шайерн
- Хайнрих II († сл. 1080), граф на Пегниц и Вайсенбург
- Фридрих († 1110), граф на Бург Ленгенфелд
- Куно фон Франтенхаузен († 1092/1094), граф на Лехсгемюнд